# Август, Эрнст Фердинанд
Эрнст Фердинанд Август (нем. Ernst Ferdinand August; 18 февраля 1795, Пренцлау — 25 марта 1870, Берлин) — немецкий физик и изобретатель.

## Биография
Родился в семье бедных ремесленников. Рано остался сиротой. При помощи опекунов, обративших внимание на ранние таланты Августа, в 1805 был отправлен на учёбу в берлинскую гимназию Grauen Kloster , где он обучался под руководством известного немецкого математика Эрнста Фишера.
В 1817 начал свою педагогическую деятельность в качестве помощника учителя, в 1818 — старший преподаватель нескольких гимназий Берлина.
Склонности к математическим наукам, привели его к глубокому изучению этих дисциплин. В 1823 защитил диссертацию и получил звание профессора математики Иоахимстальской гимназии. В 1827 году он стал директором вновь созданной Кёльнской центральной гимназии в Берлине и оставался в этой должности до своей смерти.

## Научная деятельность
Научная деятельность Э. Августа была сосредоточена, в основном, в области исследований теплоты.
Им предложена эмпирическая формула для определения точки росы, упругости и плотности водяного пара в воздухе.
Э. Август является изобретателем психрометра, названного в его честь — психрометром Августа (1828).